# Lycée français international Victor-Segalen
 (novembre 2023).
Pour les articles homonymes, voir LFI.

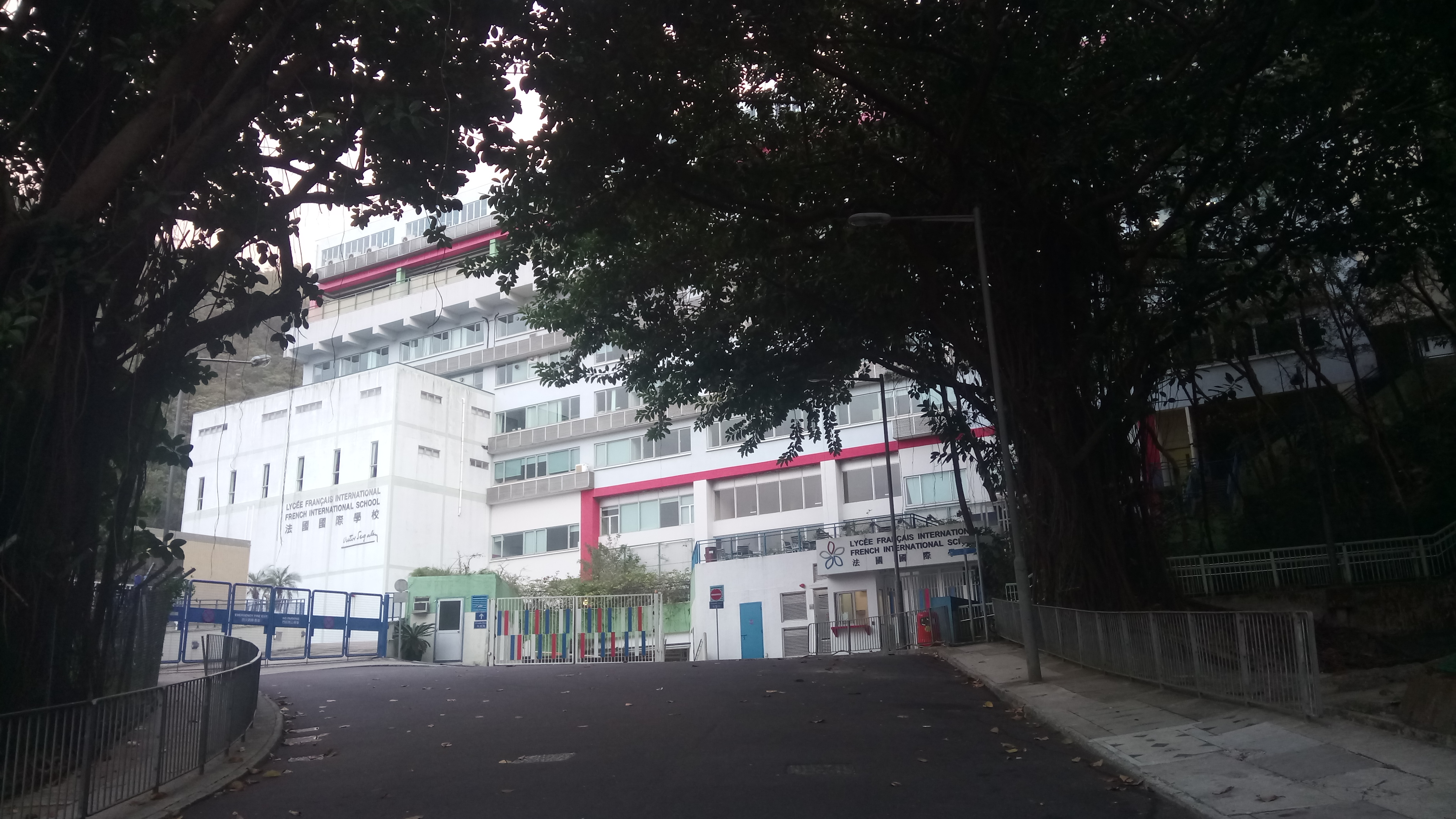
Campus Blue Pool Road, Happy Valley

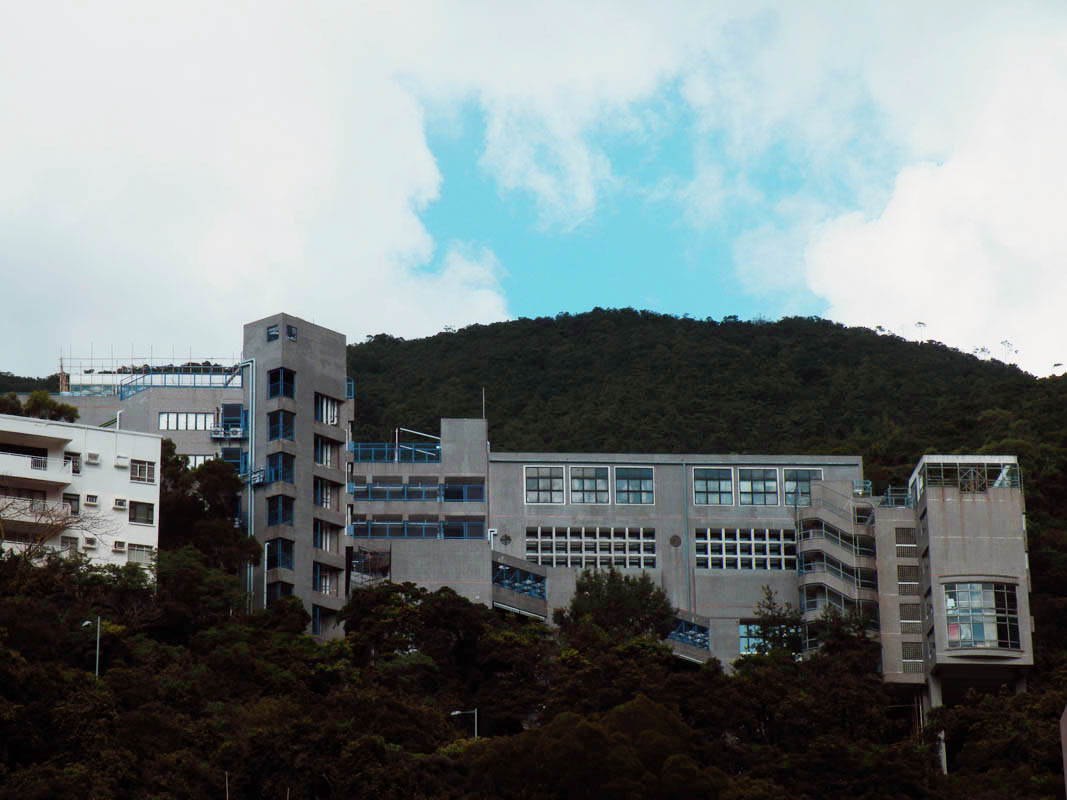
Lycée français international,

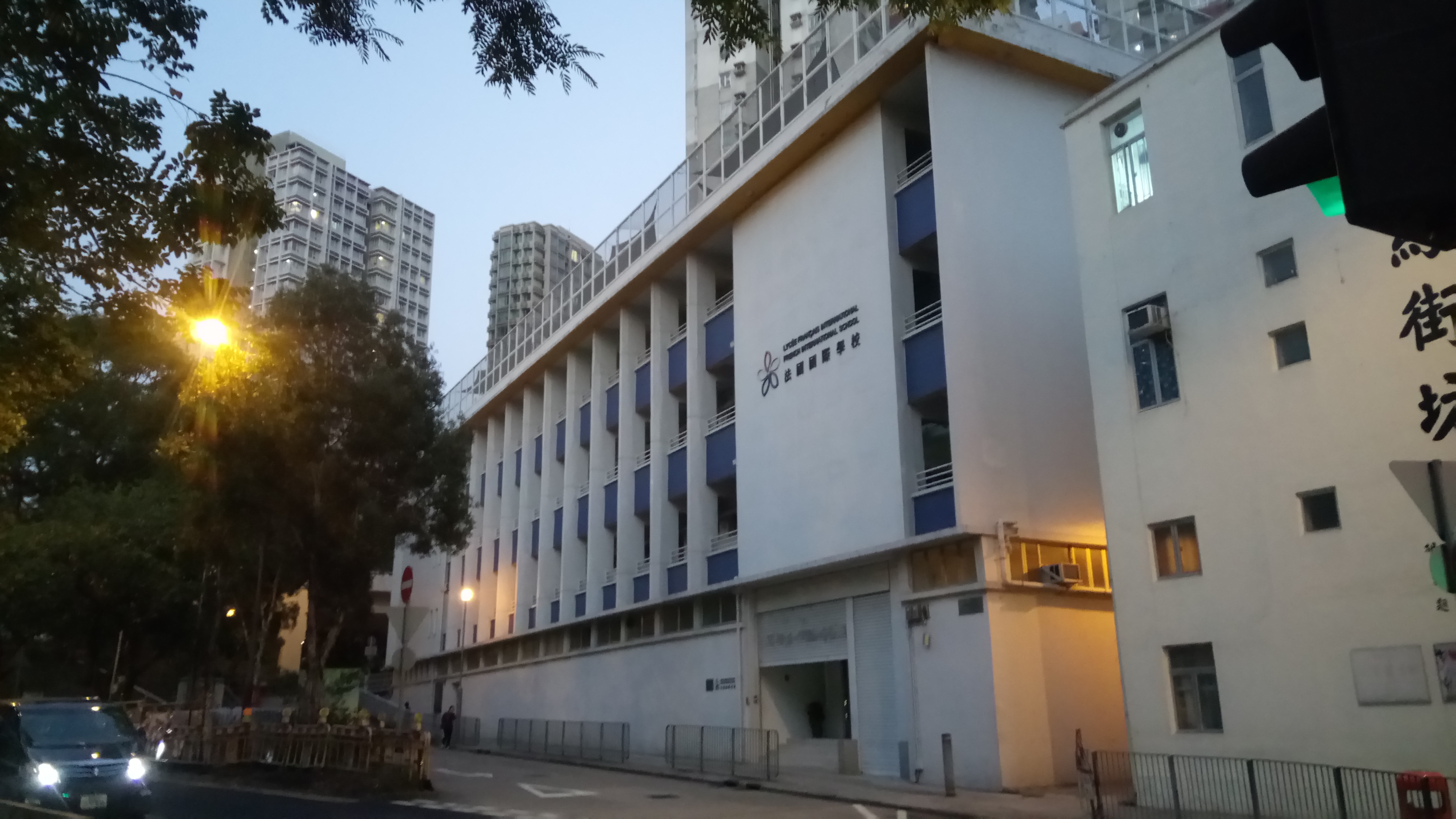
Campus Hung Hom, aujourd'hui fermé.

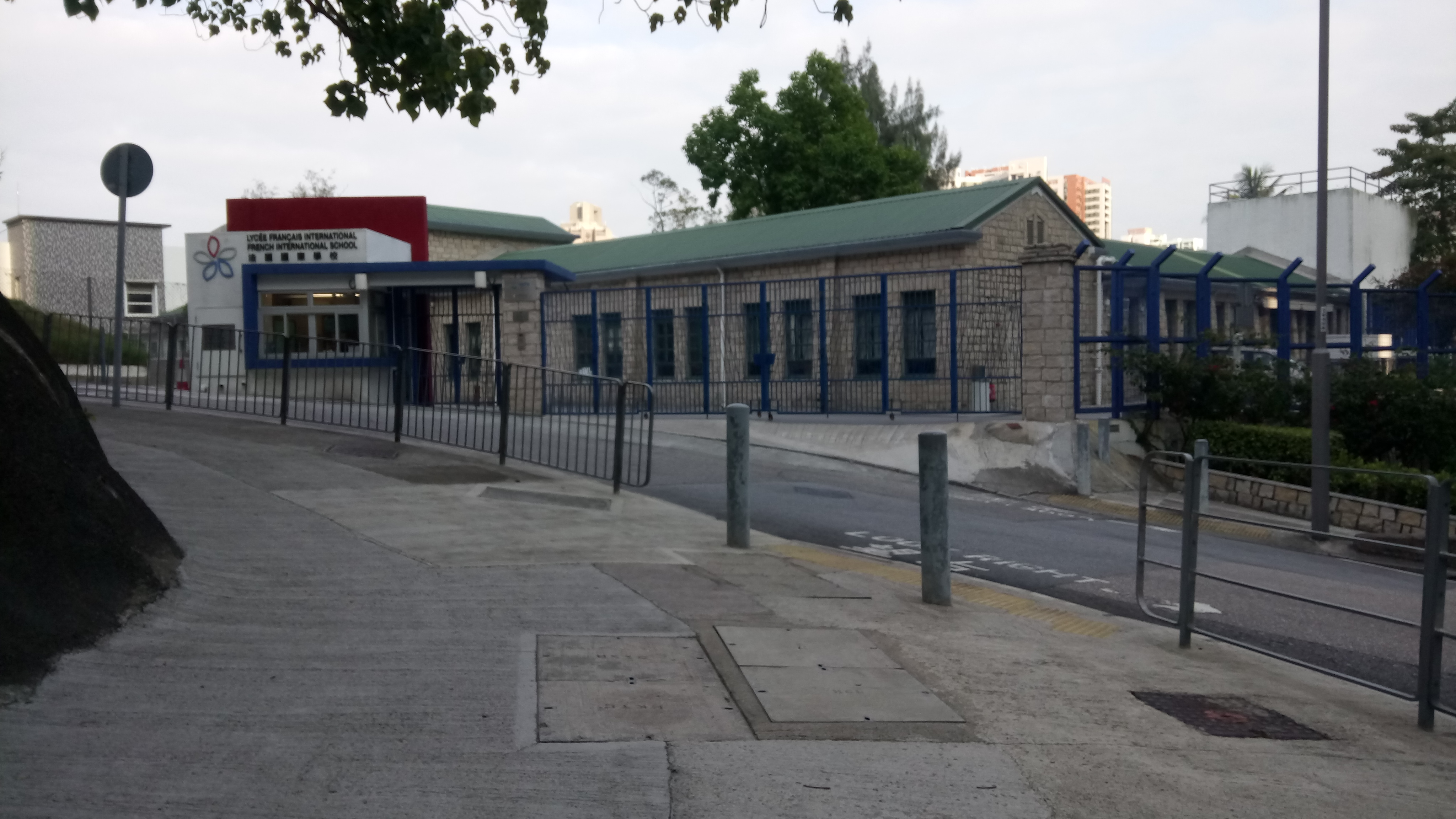
Campus Chai Wan

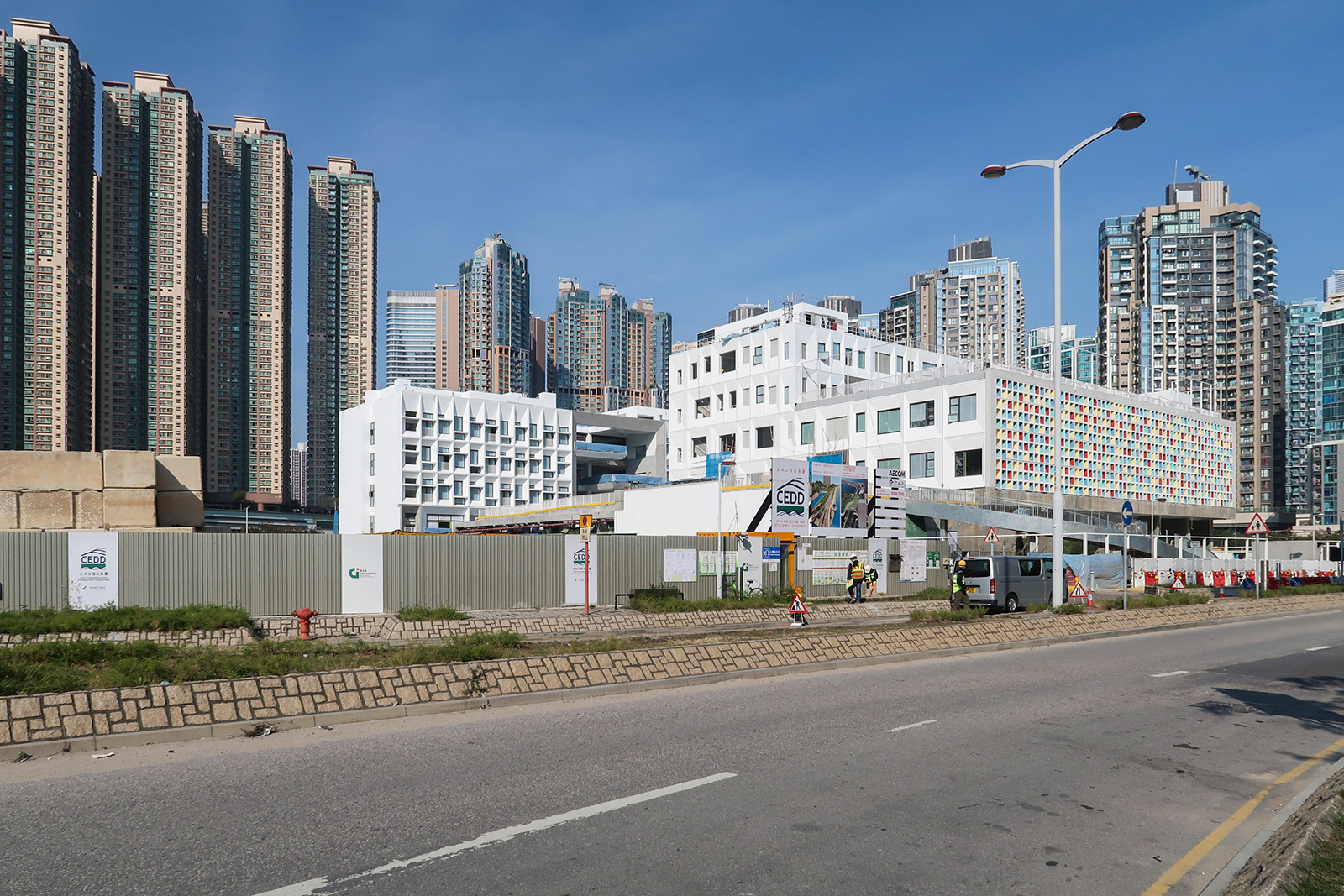
Campus de Tseung Kwan O, ouvert en 2018.

Le Lycée Français International « Victor Segalen » (LFI; chinois : 香港法國國際學校; anglais : French International School of Hong Kong ou FIS) fut la première école internationale à s’établir à Hong Kong en 1963-1964, installée à l'origine dans l'ancien Sanatorium de Béthanie. Fondée comme « petite école francophone » avec 35 élèves, le LFI compte aujourd’hui près de 2600 élèves de 40 nationalités différentes de la maternelle à la terminale, répartis sur 4 sites.
Depuis septembre 2014, le LFI continue son expansion avec l’ouverture d’une école primaire à Hung Hom, Hong Kong. Sa croissance régulière est étroitement liée à l’augmentation du nombre de français à Hong Kong et c’est ainsi que de nouveaux projets d’extension sur le site de Blue Pool Road sont prévus permettant l’augmentation du nombre de classes, la création d’une piscine, d’un plus grand gymnase et des espaces verts pour les élèves.
C’est le seul établissement scolaire français à Hong Kong conventionné par l’Agence pour l’enseignement français à l’étranger.
Sa spécificité est d’offrir deux enseignements :
- La filière française conventionnée par l’AEFE suit les programmes de l’Éducation Nationale et mène au diplôme national du Brevet et du Baccalauréat français.
- La filière internationale offre une éducation basée sur le système britannique pour les élèves de 5 à 16 ans et mène à l’IGCSE (accréditation du Cambridge IGCSE Examination Centre) puis prépare les élèves de L6 et U6 au Baccalauréat International (accréditation de l’IB World School). Le LFI fut la première école internationale à Hong Kong à offrir le programme IB en 1988.

La mission du Lycée Français est d’être une source d'inspiration, de proposer un enseignement d’excellence dans un contexte multiculturel et de veiller à ce que chacun de ses élèves puisse pleinement développer son potentiel personnel et académique dans un environnement éducatif stimulant et enrichissant.
Au cours de ces dernières années, les bacheliers du LFI ont été admis dans des universités du monde entier (Grande-Bretagne, France, Canada, États-Unis, Hong Kong) telles que King’s College London, The Imperial College of Science, Oxford University, Cambridge University, McGill University, University of Pennsylvania, Duke University, Sciences Po Paris, Classes Préparatoires, Ateliers de Sèvres, ESTACA, etc.

## Ex-élèves notables
- Camille Cheng (鄭莉梅)[1]